# وزارة الخارجية (باكستان)
وزارة الخارجية الباكستانية (بالأردو: پاكستاني وزارتِ خارجہ) هي إحدى وزارات حكومة باكستان، والمسؤولة عن الشؤون الخارجية لـجمهورية باكستان الإسلامية، تأسست الوزارة عام 1947 م بعد استقلال باكستان عن الهند كـدولة مستقلة للمسلمين. بيلاوال بوتو زارداري هو الوزير الـحالي للشـؤون الـخارجية الباكستانية، ويقع الـمقر الـرئيسي للوزارة في إسلام أباد.

## وصلات خارجية
وزارة الخارجية في جمهورية باكستان الإسلامية